# Monopeltis kabindae
Monopeltis kabindae är en ödleart som beskrevs av  Witte och LAURENT 1942. Monopeltis kabindae ingår i släktet Monopeltis och familjen Amphisbaenidae. Inga underarter finns listade i Catalogue of Life.